# Місько Павло Анатолійович
Павло Анатолійович Місько (Галаган) (нар. 12 лютого 1990, Київ, УРСР) — український футболіст, нападник.

## Життєпис
У 1996 році вступив до футбольної академії «Динамо» ім. В.В. Лобановського. Перший тренер — Л.А. Островський. Пізніше тренувався під керівництвом С.П. Величка. З 1998 по 2007 року в складі динамівців брав участь у міжнародних турнірах у Бельгії, Італії, Франції, Голландії, Росії та Польщі. Паралельно виступав у ДЮФЛ (всього 80 матчів та 67 голів, 2-разовий чемпіон, найкращий бомбардир 2005) та першості міста (5-кратний чемпіон, найкращий бомбардир 2003, найкращий нападник 2004, найкращий гравець 2005).
Після завершення навчання в 2007 році став гравцем сімферопольської «Таврії». Проходив тренувальний процес в головній команді, але в офіційних матчах грав тільки за дубль (6 матчів). У 2008 році перейшов у криворізький «Кривбас», де ще три сезони провів у дублі (71 матч, 23 голи).
15 квітня 2010 року зіграв свій єдиний матч у Прем'єр-лізі. На 85-й хвилині матчу проти «Зорі» Місько вийшов на поле замість Валерія Федорчука. Після матчу тренер криворіжців Юрій Максимов акцентував увагу футболіста на те, що гравець допустив помилки в деяких епізодах. Влітку 2011 року Місько пішов з «Кривбасу» у зв'язку з тим, що за віком в молодіжний склад він уже не проходив, а в основі Максимов його не бачив.
Після відходу з «Кривбасу» близько чотирьох місяців футболіст перебував у статусі вільного агента. Підтримував форму, граючи за ФК «Бучу» з Київської області. Потім агент футболіста організував йому перегляд у Геннадія Приходька в «Гірнику». Після перегляду Мисько підписав з цією командою контракт терміном 3 роки. Лише в 15-у за рахунком матчі в складі «Гірника» нападник зміг вразити ворота команди суперника. Місько забив третій з чотирьох м'ячів у ворота макіївського «Макіїввугілля». Більше за «Гірник» футболіст не забивав.